# Expedición de William Walker a Baja California y Sonora
La Expedición Filibustera de William Walker a Baja California y Sonora fue una invasión militar emprendida en 1853 por el filibustero estadounidense William Walker con el objetivo de conquistar estos territorios mexicanos a los Estados Unidos. A pesar de un breve control de algunas zonas, la expedición fracasó debido a la resistencia de la población mexicana. 
Durante la intervención se fundaron dos repúblicas independientes cuyo objetivo era anexarlas a los Estados Unidos.

## Antecedentes
A mediados del siglo XIX, en un contexto marcado por la expansión territorial estadounidense y la inestabilidad política en América Latina, surgió el movimiento filibustero. Este fenómeno, caracterizado por la intervención armada de grupos privados, principalmente estadounidenses, buscaba la conquista y saqueo de territorios extranjeros. Uno de los personajes más emblemáticos de este movimiento fue William Walker, un médico y aventurero estadounidense que, aprovechando la debilidad de México tras la Intervención estadounidense, organizó su expedición con el objetivo de establecer una república independiente que posteriormente se anexaría a los Estados Unidos. Para financiar sus ambiciones, Walker (junto a su socio Henry A. Crabb) recurrió a la venta de bonos garantizados por tierras en la futura República de Sonora.

### Colonia de Sonora
En el verano de 1853, Walker viajó a Guaymas, Sonora, buscando una subvención del Gobierno mexicano para establecer una colonia. Propuso que su colonia serviría como una frontera fortificada, protegiendo el suelo de los Estados Unidos de las incursiones de los nativos americanos. México se negó, y Walker regresó a San Francisco, en el camino hizo escala en La Paz, lo que permitió hacer un trabajo de reconocimiento para la futura invasión. Una vez en Estados Unidos comenzó a reclutar partidarios de la esclavitud y de la Doctrina del destino manifiesto.

## Invasión

### Cambio de planes

La bandera izada por William Walker ostenta una estrella que representa la supuesta "república de Baja California".

Tras superar obstáculos iniciales, incluyendo la confiscación de su embarcación por las autoridades estadounidenses, Walker emprendió su expedición el 17 de octubre de 1853. A bordo de la goleta Caroline, junto a 45 mercenarios, se dirigió inicialmente a Guaymas. Sin embargo, consciente de la mayor preparación militar mexicana tras repeler una incursión filibustera francesa encabezada por Gaston de Raousset-Boulbon en 1852, Walker ajustó su estrategia. Optando por una vía más indirecta, desembarcó en Cabo San Lucas, Baja California, el 28 de octubre, con el objetivo de consolidar su posición en la península antes de avanzar hacia Sonora.  

### Ocupación de La Paz
Con una bandera mexicana izada para no levantar sospechas, Walker se trasladó por mar hacia La Paz, capital del territorio de Baja California, que ocupó cinco días después al capturar a Rafael Espinosa, jefe político del territorio. En ese lugar, los filibusteros arriaron la bandera mexicana e izaron en su lugar una bandera de tres franjas horizontales, dos rojas y una blanca al centro, cargada de dos estrellas que representaban a Baja California y Sonora. El 3 de noviembre de 1853, los invasores proclamaron la independencia de la península a la que llamaron República de Baja California. Más tarde, la expedición capturó al coronel Juan Clímaco Rebolledo, que venía a sustituir a Espinosa en el cargo de jefe político sin saber que la capital bajacaliforniana había sido tomada por los invasores estadounidenses. La decisión de Walker de atacar Ensenada De Todos Los Santos desencadenó una serie de eventos violentos en su escala en Cabo San Lucas. Previo a su partida, los filibusteros saquearon y quemaron propiedades, lo que provocó la ira de la población local. En respuesta a estos actos, un grupo de 30 civiles atacó a los filibusteros mientras se preparaban para embarcar. El enfrentamiento resultó en la muerte de siete civiles, mientras que los filibusteros lograron repeler el ataque sin sufrir bajas.

### Llegada a Ensenada
Los filibusteros desembarcaron en Ensenada el 29 de noviembre de 1853, estableciendo el Fuerte McKibbyn en lo que hoy es el cruce de las calles Tercera y Gastelúm. A pesar de un recibimiento inicialmente cordial, la presencia filibustera pronto generó resistencia. Liderados por Antonio María Meléndrez, soldados y rancheros locales comenzaron a hostigar a los invasores. A principios de diciembre, las fuerzas mexicanas conformadas por 58 hombres, bajo el mando de Meléndrez y el teniente coronel Francisco Javier del Castillo Negrete, sitiaron el fuerte. La situación de Walker se complicó aún más cuando el barco Carolina, bajo el mando de Alfred Williams, abandonó la Ensenada de Todos Santos. Tras negociaciones a bordo, se decidió regresar al sur de la península con los prisioneros y devolver la embarcación a su propietario. Esta decisión dejó a Walker y sus fuerzas aislados en el fuerte, sin las provisiones que se encontraban a bordo del navío, lo que debilitó significativamente su posición. Sin embargo, la llegada de refuerzos estadounidenses lideradas por Henry Watkins a mediados de diciembre obligó a los mexicanos a levantar el sitio. 

La segunda bandera izada por William Walker ostenta dos estrellas que representan la "República de Baja California y Sonora".

La derrota de las fuerzas mexicanas provocó que del Castillo se retirará a San Diego. Buscando una mejor comunicación con el gobierno central. 

### Proclamación de la República de Sonora
El 21 de enero de 1854, William Walker emitió una proclama dirigida al pueblo estadounidense, declarando la independencia de Baja California y la República de Sonora. Para entonces, sus fuerzas, reforzadas, ascendían a cerca de 600 hombres. Mientras tanto, en Ensenada, Walker y sus hombres imponían su autoridad a través de la intimidación, el saqueo y la destrucción de propiedades. A pesar de que el gobierno de Sinaloa envió 400 hombres bajo el mando del coronel José Antonio Ochoa a La Paz, Walker no mostró interés en expandir sus operaciones hacia el sur de la península. Ante la creciente presión internacional, evidenciada por el envío del buque de guerra estadounidense Portsmouth para capturarlo, Walker decidió modificar su estrategia y avanzar hacia Sonora por tierra.
El 20 de marzo de 1854, William Walker, al mando de 135 hombres, emprendió una arriesgada expedición por el río Colorado. A medida que avanzaban, enfrentaron una creciente escasez de provisiones y hostigamiento por parte de los pueblos originarios de la región. Las duras condiciones del desierto y la constante presión enemiga provocaron un elevado número de bajas y deserciones, reduciendo el contingente a tan solo 35 hombres al momento de regresar. 

### Derrota de Walker
Al tener conocimiento del regreso de los filibusteros a finales de abril de 1854, Meléndrez, en coordinación con Juan Bandini, dueño del rancho Guadalupe, convocó a un grupo de voluntarios, liderados por Juan Mendoza. Este último, en una maniobra, despojó a los invasores de una gran parte de su ganado, debilitando significativamente sus provisiones. Mientras tanto, Meléndrez reunió a un contingente de 40 rancheros y 300 indígenas cucapah, kiliwas y paipai, con quienes planeó una emboscada. Cerca del rancho La Calentura, las fuerzas mexicanas atacaron por sorpresa a Walker y sus hombres. Perseguidos por Meléndrez y un pequeño grupo de sus hombres, Walker y 33 de sus seguidores cruzaron la frontera hacia San Diego el 8 de mayo, donde se entregaron al capitán Henry Stanton Burton.

## Consecuencias
- A su regreso a California, William Walker fue acusado por un gran jurado federal de violar la Ley de Neutralidad de 1794 al librar una guerra no autorizada. A pesar de la fuerte evidencia en su contra y de las condenas previas de sus asociados, Walker fue absuelto por un jurado en un juicio celebrado en el Tribunal de Distrito de los Estados Unidos para el Distrito Sur de California.[10]
- La invasión tuvo un impacto devastador en la economía y la demografía de la región. Los saqueos, incendios y la inestabilidad política generada por el conflicto provocaron una profunda crisis.
- Ante el vacío de poder Antonio María Meléndrez se convirtió en el gobernante de facto de Baja California hasta su ejecución extrajudicial ante las acusaciones de haber priorizado intereses personales sobre los del pueblo y de haber obstaculizado las operaciones militares.[11]

## -Fuentes-
- Olmeda García, María del Pilar (2010). Baja California. Historia de las instituciones jurídicas. Ciudad de México: Instituto de Investigaciones Jurídicas UNAM.
- Rosengarten, Frederic (2002). William Walker y el ocaso del filibusterismo. Tegucigalpa: Guaymuras.

- Datos: Q60668591